# Nedakusi
Nedakusi (cyr. Недакуси) – miasto w Czarnogórze, w gminie Bijelo Polje. W 2011 roku liczyło 2212 mieszkańców.